# 钩剌隙蛛
钩剌隙蛛（学名：Coelotes uncinatus）为暗蛛科隙蛛属的动物。在中国大陆，分布于浙江等地。该物种的模式产地在浙江天目山。